# Kaldidalur, Borgarbyggð
Kaldidalur är en dal i republiken Island.   Den ligger i regionen Västlandet, i den västra delen av landet, 70 km nordost om huvudstaden Reykjavík.